# ES Uzès Pont du Gard
Die Entente Sportive Uzès Pont du Gard oder kurz ES Uzès PG beziehungsweise ESUPG war ein französischer Fußballverein, der seinen Hauptsitz in der südfranzösischen Stadt Uzès hatte, zugleich aber auch in mehreren benachbarten Gemeinden (Arpaillargues-et-Aureillac, Fournès, Remoulins, Saint-Siffret, Vers-Pont-du-Gard) in der Umgebung des Pont du Gard verankert war, wo dessen Jugendmannschaften ihre Heimspiele austrugen und die Ligaelf einen Teil ihres Trainings absolvierte.

## Geschichte und Vorgängervereine
Entstanden ist die ESUPG erst 2005 aufgrund der Fusion zweier örtlicher Klubs, nämlich des bereits 1907 gegründeten Gallia Club d’Uzès und der Entente Sportive Pont du Gard, die ihrerseits aus dem Zusammenschluss mehrerer Vereine der eingangs genannten Ortschaften hervorgegangen war. Der Gallia Club hatte bis zur Mitte der 1960er Jahre länger in der Division d’Honneur, der höchsten regionalen Amateurklasse, und in den 1980ern für drei Saisons sogar in der damals vierthöchsten Liga gespielt. Danach trat er wieder nur noch in regionalen Spielklassen an.
Die Vereinsfarben der ESUPG waren Rot und Schwarz. Die Ligamannschaft trug ihre Heimspiele im Stade Louis Pautex von Uzès aus, das eine Kapazität von 1.200 Zuschauern aufweist. Nach der 2015 erfolgten Auflösung des Klubs (siehe den Abschnitt hierunter) gründete ein Teil der Mitglieder einen neuen Verein, die Entente Sportive Pays d’Uzès. 

## Ligazugehörigkeit und Erfolge
Professionellen Status hat die ES Uzès nie besessen. Zwei Jahre nach der Fusion ist die erste Männermannschaft zum ersten Mal aufgestiegen; es folgten drei weitere Aufstiege, der letzte im Sommer 2012 aus dem Championnat de France Amateur (CFA) in die semiprofessionelle dritte Liga. Dem folgte 2013 der direkte Wiederabstieg, der allerdings aufgrund von Lizenzentzügen für mehrere andere Klubs hinfällig wurde. 2014 kam es zum endgültigen sportlichen Abstieg, in dessen Folge der Klub sogar in die fünfte Liga zwangsrelegiert wurde. Nachdem er 2015 weiter in die Division d’Honneur abgestiegen war, meldete der Verein im Juni 2015 wegen Überschuldung – die Rede ist von über 400.000 Euro – Konkurs an und löste sich auf.
Im französischen Pokalwettbewerb haben weder die Entente Sportive Uzès Pont du Gard noch ihre Vorgängervereine jemals die landesweite Hauptrunde erreicht. In der Austragung 2011/12 ist die ESUPG allerdings nur knapp daran gescheitert, dorthin vorzudringen, als sie in der für das Zweiunddreißigstelfinale qualifizierenden 8. Runde beim FC Montceau mit 0:1 unterlag.